# 鳳山縣舊城南門
鳳山縣舊城南門，俗稱啟文門，是一座位於臺灣高雄市左營區左營大路、中華一路、鼓山一路交叉口的城門，昔日為鳳山縣舊城之正門，為通往打狗（今高雄市區）之主要要道，該建築因見證高雄市的發展歷史、具有藝術性及歷史文化價值，至今已列為中華民國國定古蹟。

## 沿革

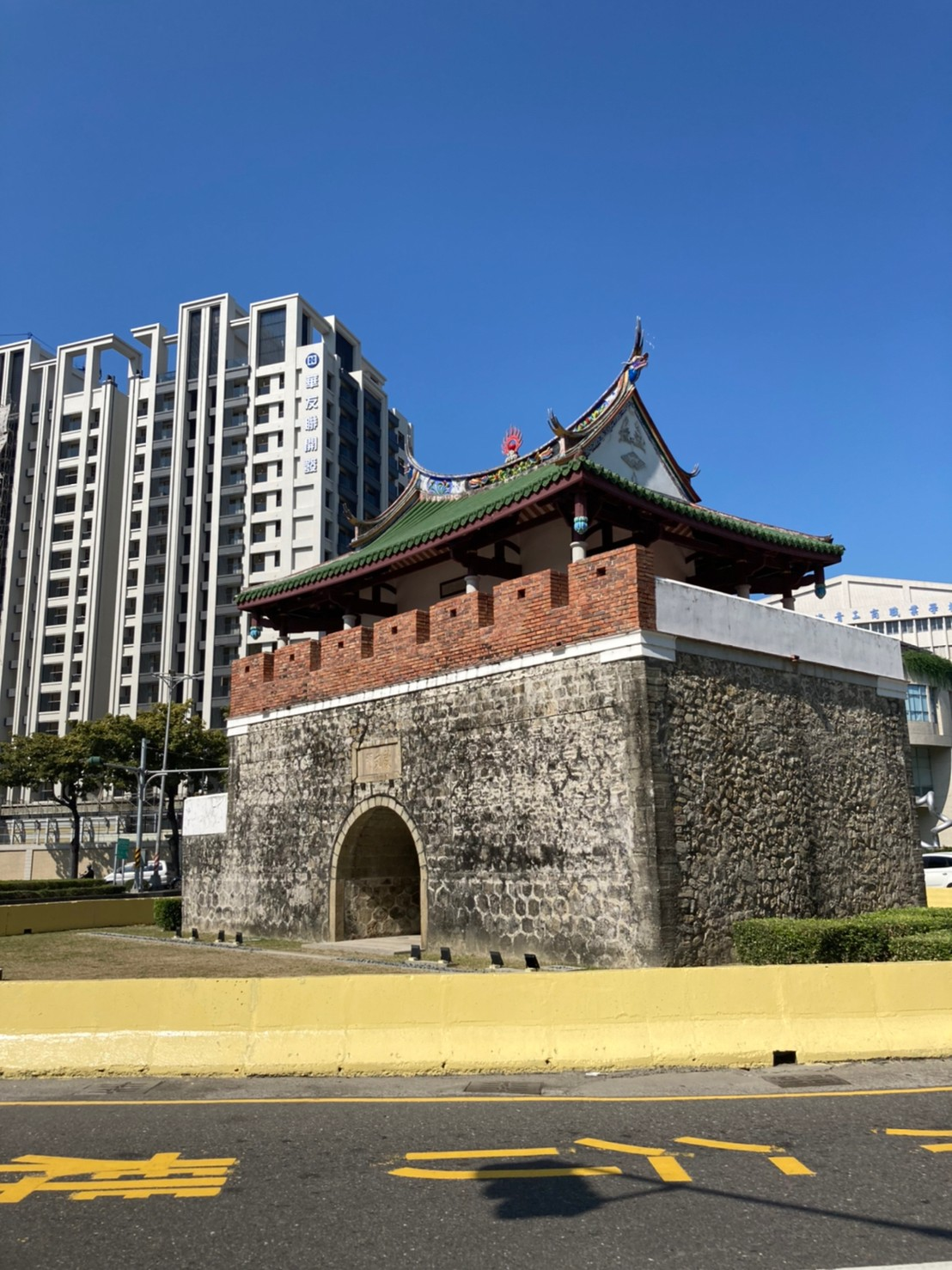
當前的南門

鳳山縣舊城原先是清代鳳山縣的縣治所在地，該城於康熙六十一年（1722年）首次建立，並以「左倚龜山，右聯蛇山」，整座城池大約呈東北－西南走向，根據《重修鳳山縣志》記載，城周八百一十丈，城高一丈三尺；護城河寬一丈，深八尺。1824年，由於楊良斌之亂再起，知府方傳穟乘機倡議官民捐資，集資十四餘萬銀元，知縣杜紹祁為督建，並以硓𥑮石及三合土為主興建著新的興隆莊城池，全城池於道光五年七月十五日（1825年8月28日）興工，繼彰化縣城之後的臺灣第二座的磚石城，當前所留存的南門，也於此時所建立。
根據文獻記載，石城時期的規模，城周一千兩百二十四丈（約四公里），另有八百六十四丈之說。由於高雄地區的打鼓山和龜山都是珊瑚礁岩地形，中國傳統風水學認為城內的風水需要得到保護，所以城牆所使用的咾咕石材料均來自打鼓山，而非直接取自龜山。由於豐富的咾咕石材料供應，興建舊城城門時不用擔心材料不足的問題，城門的斗拱則是由來自中國大陸的花崗石條砌成。並在城牆的適當位置處建有四座礟臺，高一丈三尺。
日治初期鳳山縣舊城已然呈現廢棄中狀態，城牆亦已不具防禦功能，因應高雄市第二次擴張計劃之高楠公路開闢計劃，為開設由高雄市區（鼓山）經內惟通過左營到楠梓的交通要道，打通與橋仔頭至哈瑪星間的聯繫，高楠公路直接穿越左營舊聚落外，因而開始進行對於南門城樓兩側城牆截斷的拆除工程。南門城樓則規劃保留，設立於圓環道路系統中心，至西門之間的城牆則在此時進行大規模的拆除。
1933年，鳳山縣舊城（包含北門）依《史蹟名勝天然紀念物保存法》，列入「國指定史蹟」，並列入高雄州指定史蹟。然而隨著第二次世界大战，南進政策的推展，1938年日軍將左營港（原名「萬丹仔港」）建為軍港，且在後勁設日本海軍第六燃料廠。為了保護左營軍港，將舊城一帶劃分軍事管制區，強致民眾遷出。並再次拆除了西南段城牆。據出生於1931年新庄仔路的李武的回憶，其父親李文學當時被僱為拆牆工人，在城牆拆除過程曾於城牆底部挖出一道深溝，接著打入木樁，再把繩子綁在城牆上方的雉堞，讓繩子連在滑輪上，然後用蠻力將城牆拉倒。不幸的是，拆牆過程中城牆突然崩塌，李文學不慎被城牆的土方壓住而死亡。
1961年8月，南門城在陳啟川市長的任內進行了重修工程。此次重修不僅在城門的四個角落加建了鋼筋混凝土柱，還重新建造了原本在日治時期就已經消失的南門城樓。不過，城樓的屋頂型式卻從清代的「三川脊」變成了錯誤的「歇山頂」型式。這則是因當時修建過程中，城樓之原始建築形式未經考證，並將兩側已被拆除的城垣以石砌修補，由於踏道的入口「踏道門」早已拆除，因而拆除城門結構西側部份結構，以設置上下樓梯，因而導致城門外觀、雉堞和部分外牆已經失去了原本的制式，不過斗拱、門額仍保留著原來的樣貌。此外，南門圓環自1960年至1969年間完成，成為南高雄進入北高雄的重要交通節點。
在20世紀後期，文化資產保存法公布實行後，1985年8月19日，內政部公告，含東門、南門、北門及城牆、護城濠及北門外之鎮福社和拱辰井為一級古蹟（4,765平方公尺），隨後因文化資產保存法的調整改為國定古蹟。之後高雄市整理請學者李乾朗進行對於舊城的調查研究，由於南門許多部位的原始形貌已不可考，因此該研究針對南門僅依現況做局部修復。
近年，城樓曾歷經多次風災和地震等天然災害，整體結構明顯受損。為此，高雄市政府於2007年委託樹德科技大學進行南門的損壞調查研究和修復計畫，並對城樓的修復方式進行了研討，包括現狀修復和拆除仿建。文化局和文建會也於2006年和2008年分別舉辦了公聽會，邀請專家學者、文史團體、社區居民及地方民意代表等進行討論。然而綜合各方意見，現有南門城樓的外觀雖非原始樣貌，但已存在近50年，因而亦堪為歷史的一部分。同時清代的城樓樣貌在照片、樣式、結構、材料和工法等相關資料缺乏的情況下，文建會決定保持陳啟川市長任內重修的「歇山頂」屋頂，故整修後依然不符合原制。經提報國定古蹟主管機關行政院文建會審查核定，隨即展開古蹟修復工作，整體修復工程古蹟周邊樹木移植、城樓及城座之修復，並於2011年3月完工。
2016年，在文化部再造歷史現場計畫補助下，高雄市政府啟動左營舊城見城計畫，透過修復串接國定古蹟城牆，規劃東、南、西、北門及城內五大子計畫，成為全臺灣最大規模的國定古蹟修護計畫。並預定規劃將對南門一帶進行改良工程，首先則於2020年將原先所設遮住南門古蹟南北兩側號誌移至適當地點。同時加長號誌桿件長度，確保號誌明辨性。不讓現代化設施遮擋南門。
2018年，鑑於華友聯集團於南門啟文路口的新建案鄰近南門，文化部史蹟暨考古司開始對周圍區域進行文化資產考古評估，旨在釐清南門段城牆的空間分布、殘蹟當前保存狀態，評估其文化資產價值與行政處置措施，並於開發基地周邊布設了四個探溝，共計挖掘23個考古探坑。為確認考古採樣的正確性，考古學家們參考1903年日治時期測繪的鳳山縣舊城區域埤仔頭、前峰尾的地籍圖，並套疊正射影像，確認開發基地位於南門段城牆穿越的敏感區範圍。根據考古評估的結果。因而發現日治時期拆毀牆後的城牆結構體的堆覆遺跡，以及沿著城牆側邊向下打破的帶狀凹溝，被用來填埋拆毀城牆的結構。這些打破地層後填埋的凹溝遺跡形成了獨特的人造地層界面，以顯示城牆在日治時期被填埋的過程。
由於《文化資產保存法》規定，工程單位一旦發現遺址必須停工通報，文化局獲報並協同文史團體勘查確認遺址，經多次開會討論，建商也同意變更設計，並因而原地保留該結構
2023年，由於南門圓環長期交通壅塞問題嚴重，高雄市政府透過見城計畫向文化部提報經費，預計投入1億7300萬元，用於改善左營區南門圓環交通瓶頸處，改建為大型十字路口之「南門賦歸」計畫。此工程將涉及土地徵收，並由新工處在左營公所舉辦公聽會，進行市民意見徵詢。

## 建築形式

### 南門主體

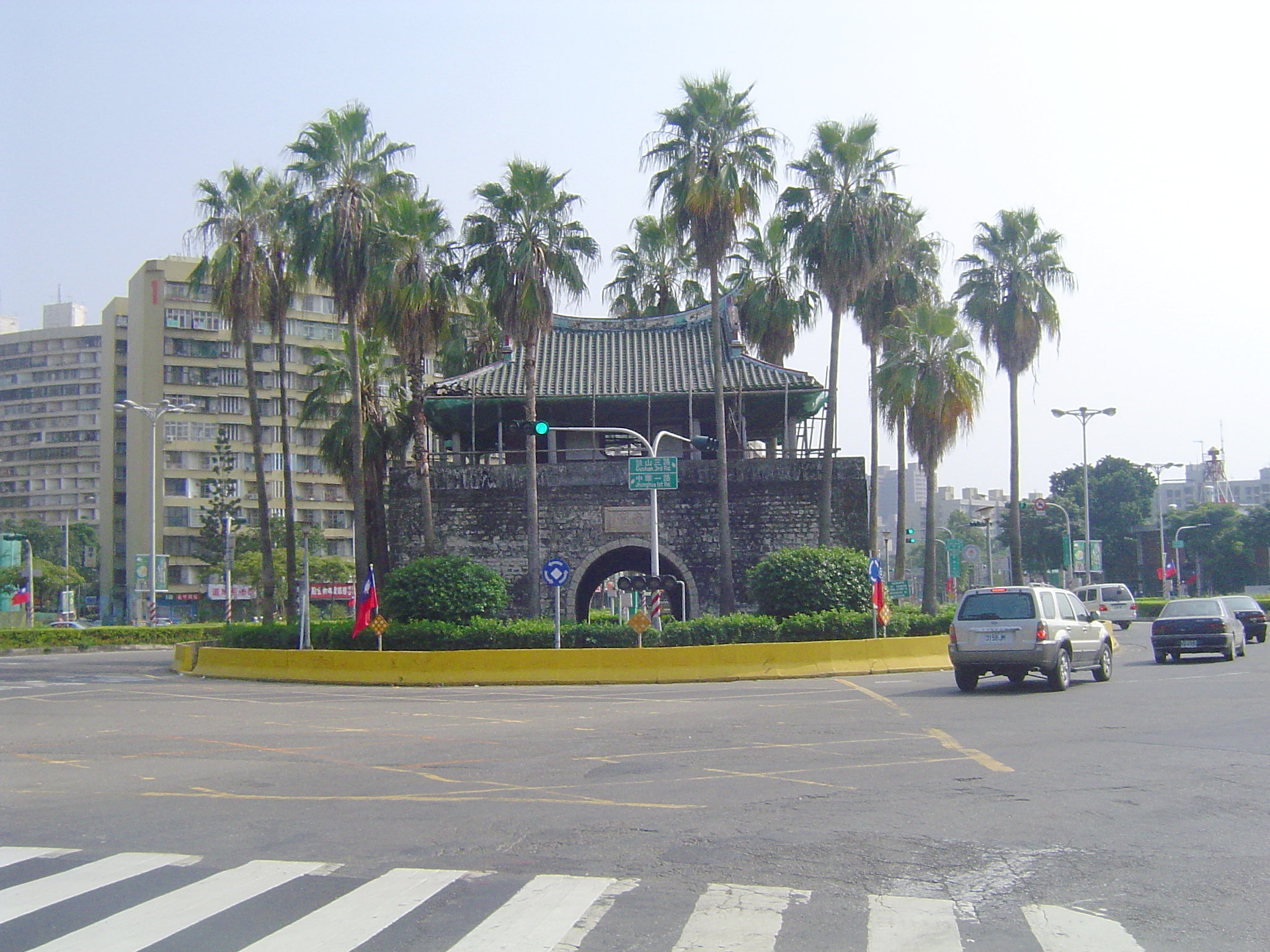
2009年整修前樣貌的南門
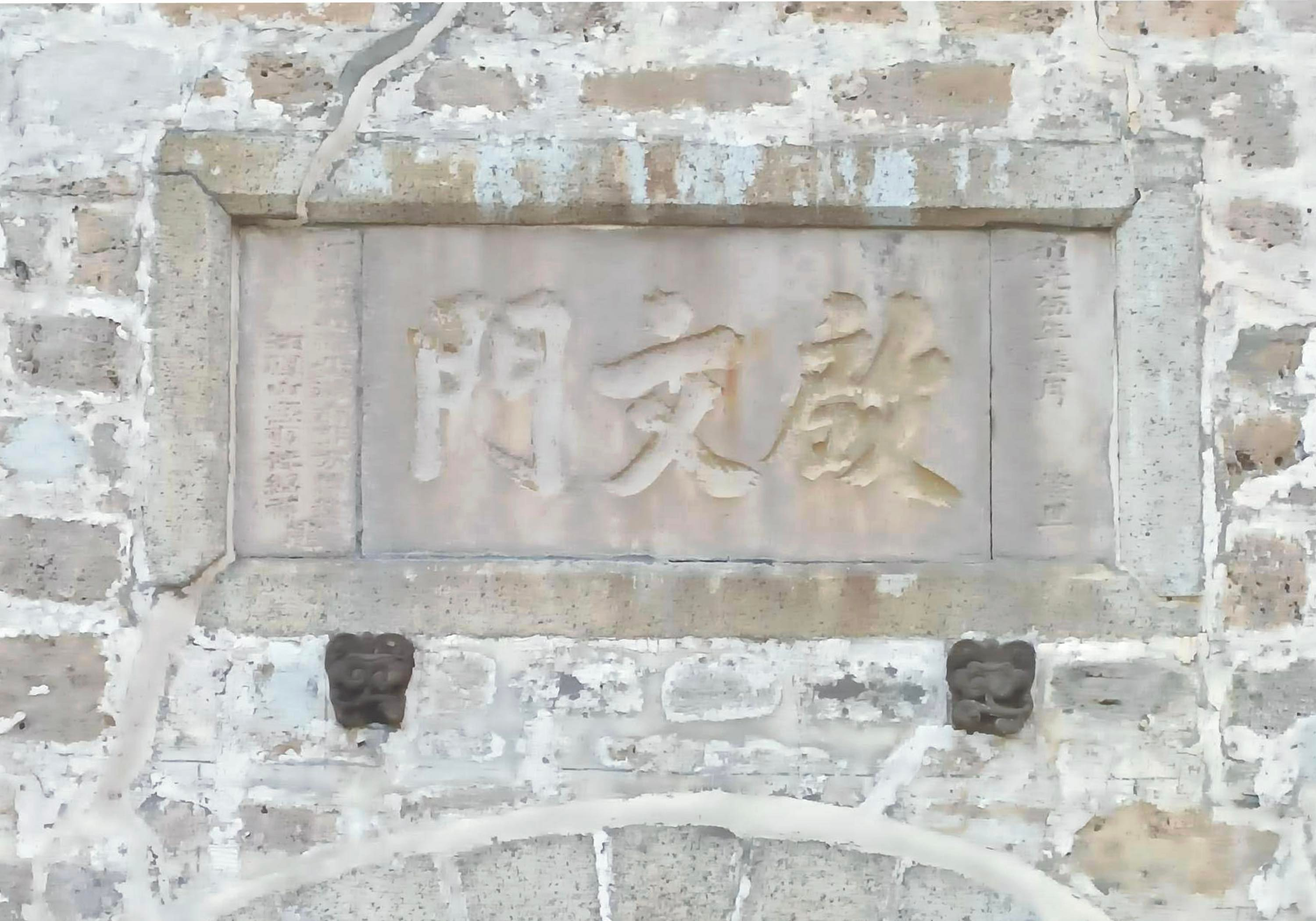
疊澀線下之外門額「啟文門」
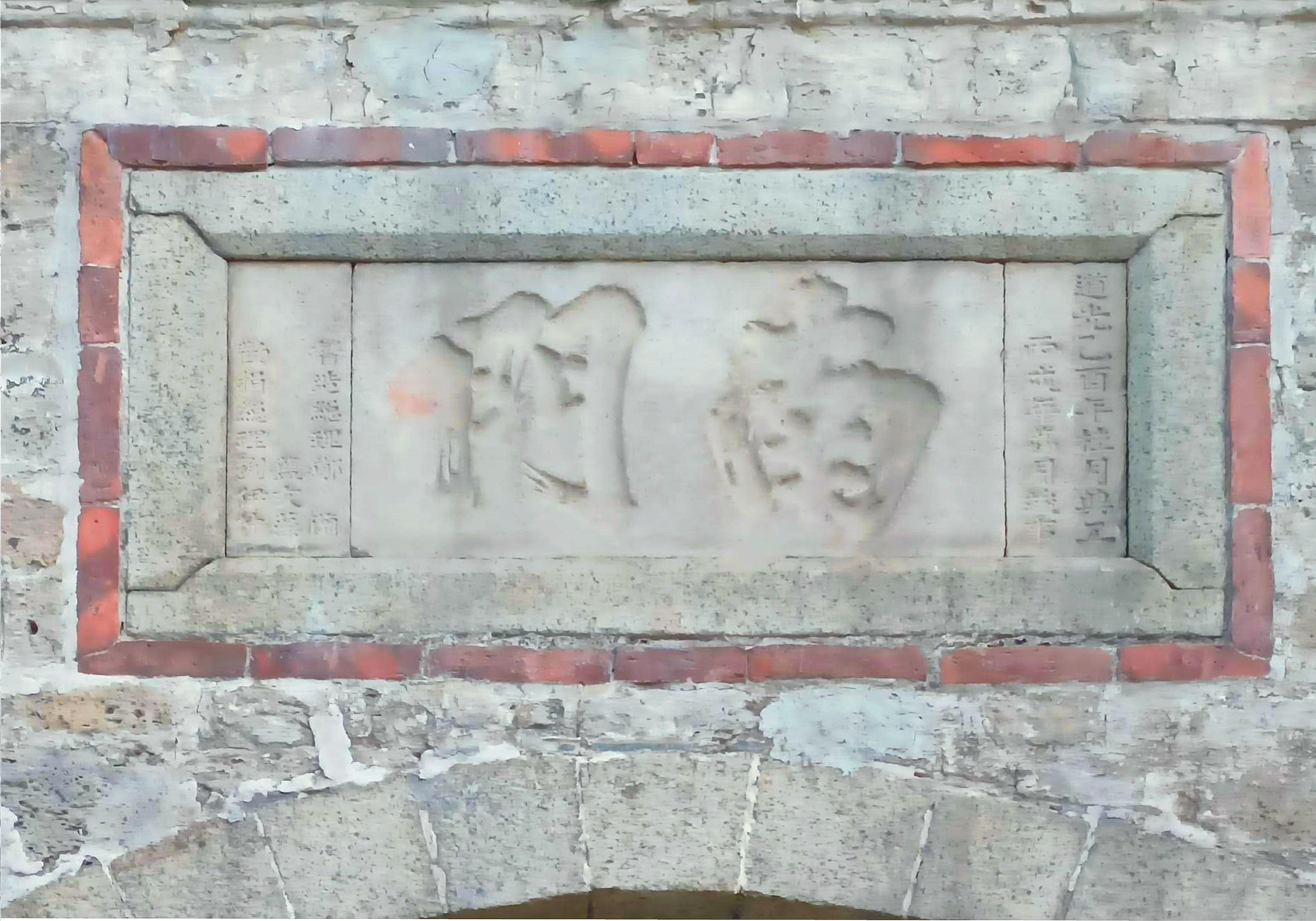
內門額「南門」
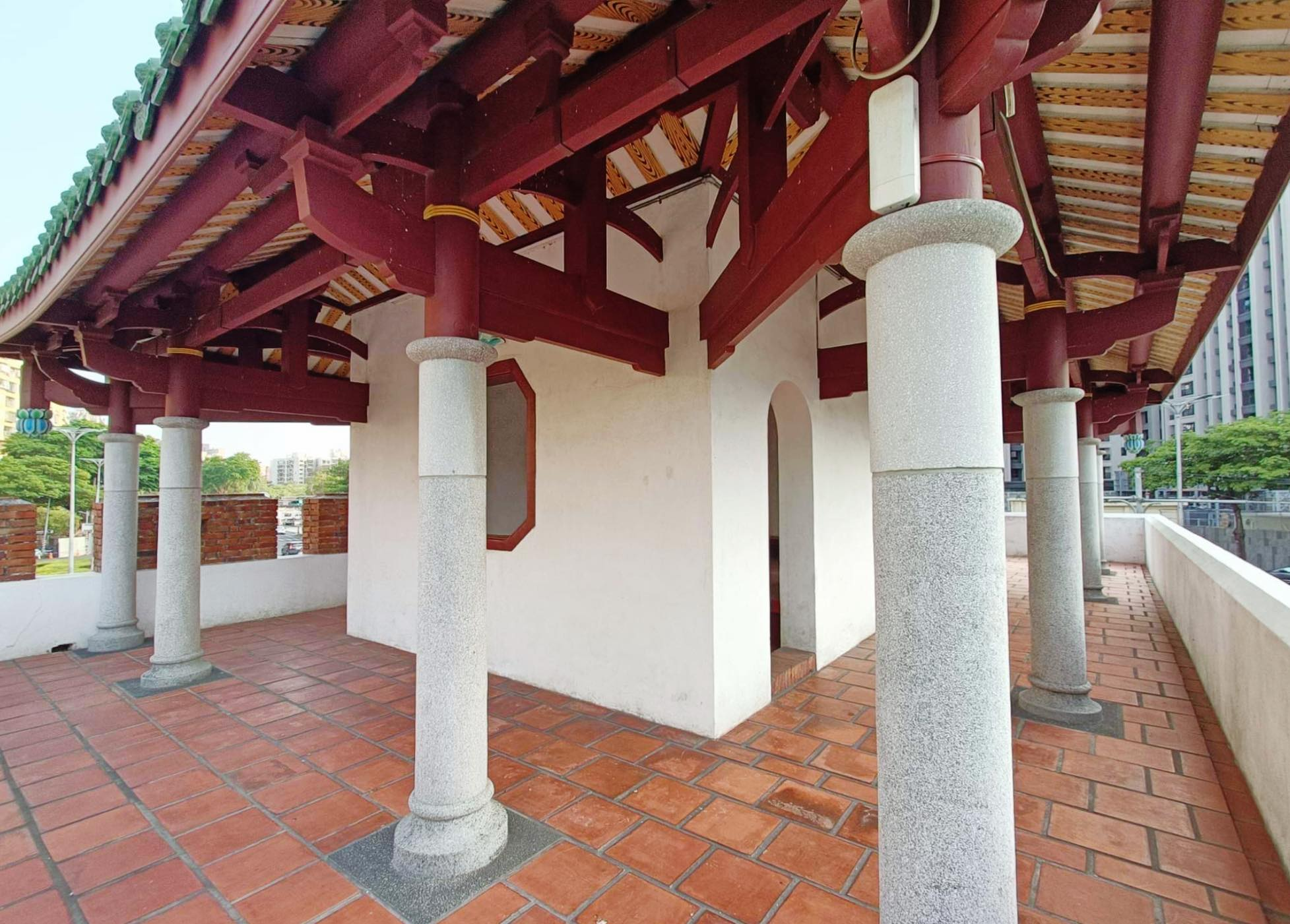
南門城樓
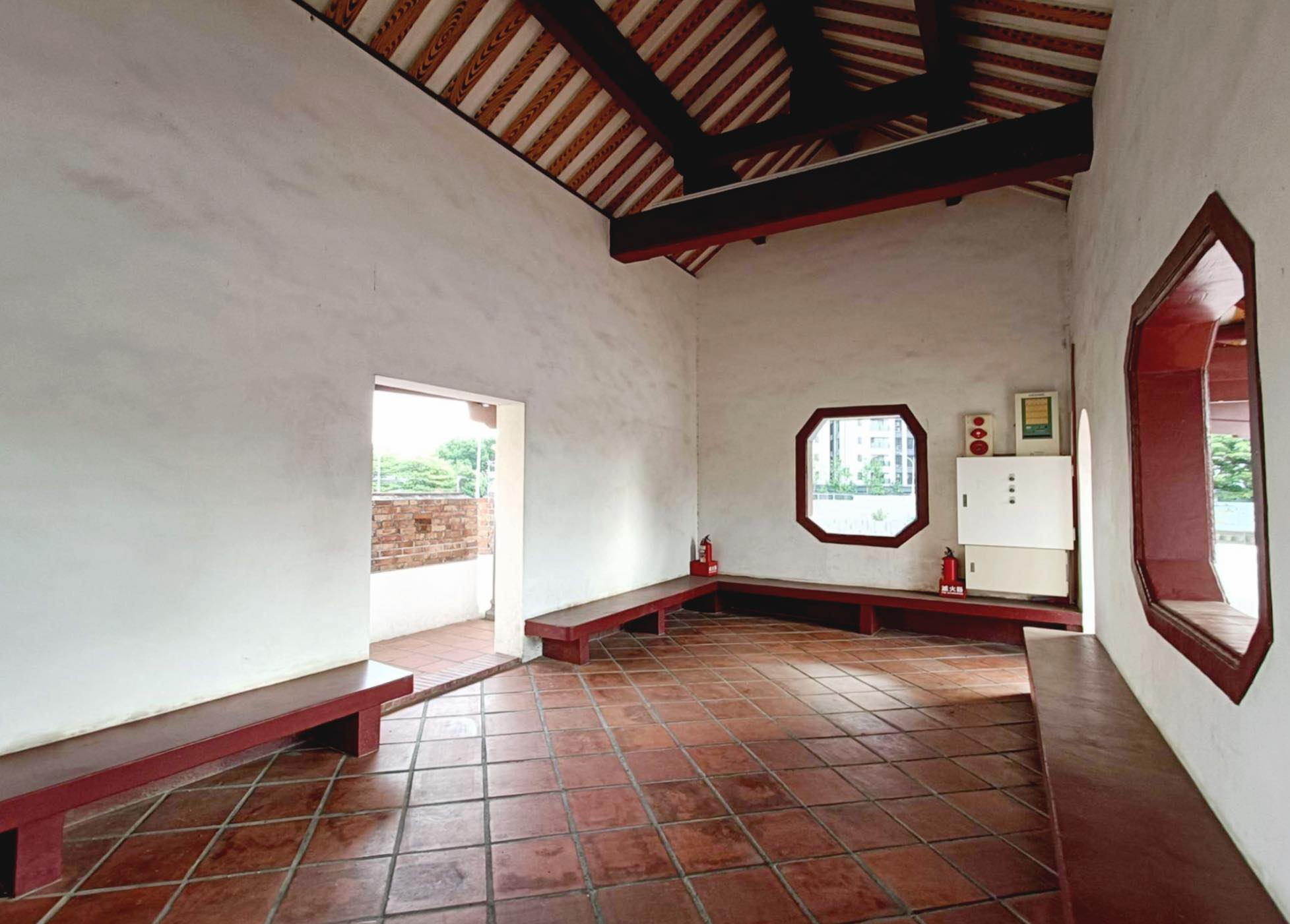
南門城樓內部

作為鳳山縣城的主要城門之一，南門建造於清道光五年（西元1825年），其古蹟面積約791.08平方公尺。城門外緣設有女兒牆，南門城垣上原有九座垛口（現僅存七座），是用磚砌成的凹凸狀短牆，而在轉角處成曲尺形，垛口中間則有箭孔，供城上士兵用來對城外進行瞭望和射擊敵人，是當時城防工事的重要結構之一，該雉堞寬148公分，長157公分，厚43公分；門洞外捲徑2.84公尺，深2.56公尺，內捲徑3.46公尺，深3.82公尺。
南門結構的雙斗拱、門軸洞、門閂洞都是以花崗石精緻砌成，門洞上方共有兩座門額，內門額為「南門」，上款題「道光乙酉年桂月興工，丙戌年荔月竣事」，下款題「督造總理鄭蘭、藍文藻，勸捐總理劉伊仲」，外門額為「啟文門」，上款題「大清道光五年穀旦」，下款題「知鳳山縣事杜紹祁建」。其中外門額的「啟文」之名，則意喻「文運」。為中國古代文化傳統中的一種觀念。在古代科舉制度中，士人前往縣城參加鄉試時，必須通過南門進出，進而走上仕途，因此南門被視為「開啟文人仕途」之路的象徵。
南門的壁體則由咾咕石砌成，每塊石材多座六角形，有如蜂巢般緊密固合，因此具有非常強的固合力，可避免地震時產生的橫向移動。此外，城樓基座瓷磚排列方式為「入」字形，意思是「請進入」。南門前的瓷磚排列方式則為「T」字形，意思是「外人勿進」，然而該瓷磚因1961年城樓重修工事已更換，已不存。門洞則同樣為內外兩個石拱，以花崗石條砌成。
在重建的城樓部分，則採用多以彩色磁磚馬賽克拼湊成幾何紋、吉祥字、花紋等為裝飾。 屋瓦以綠色琉璃瓦覆蓋。

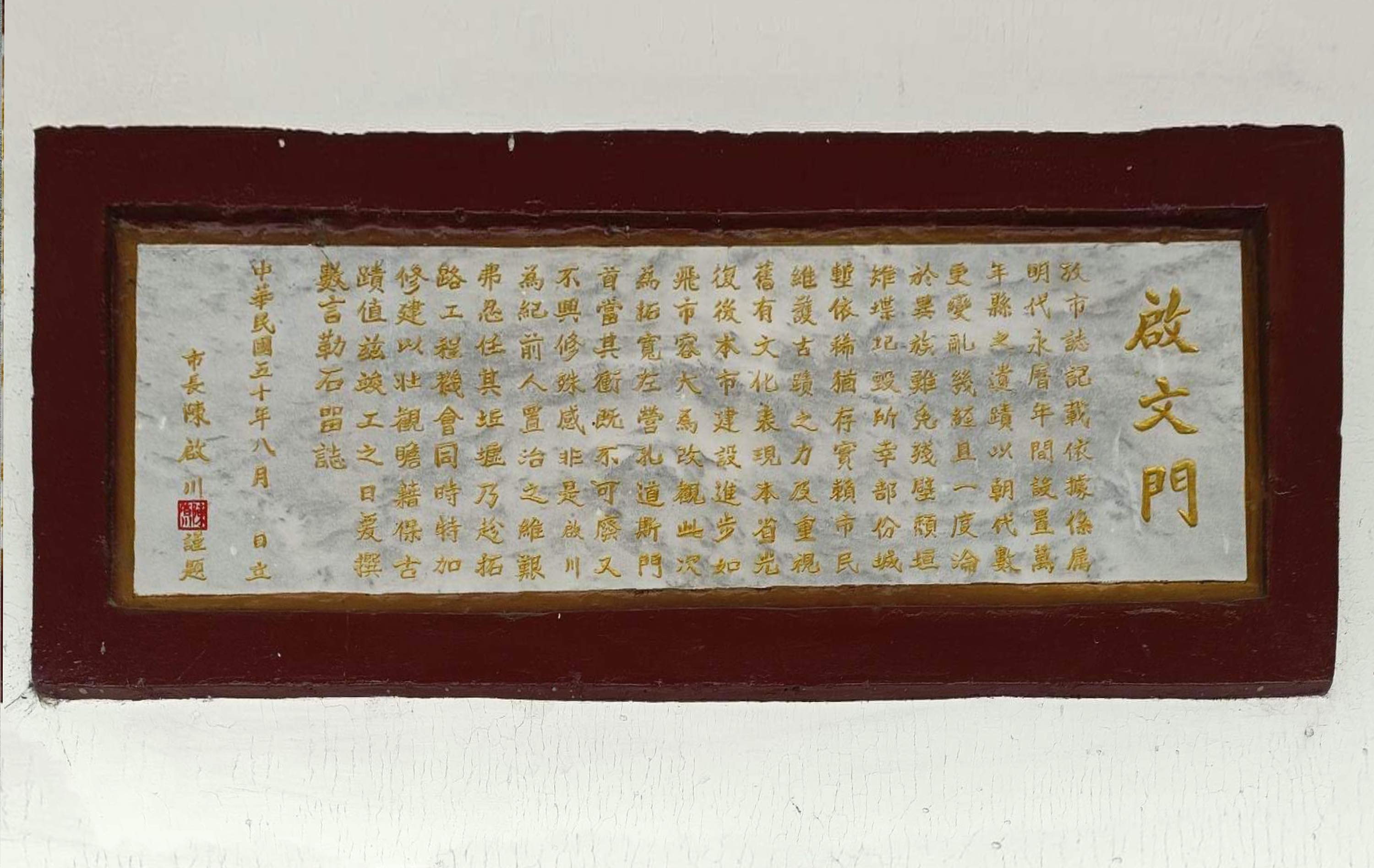
重修啟文門碑記
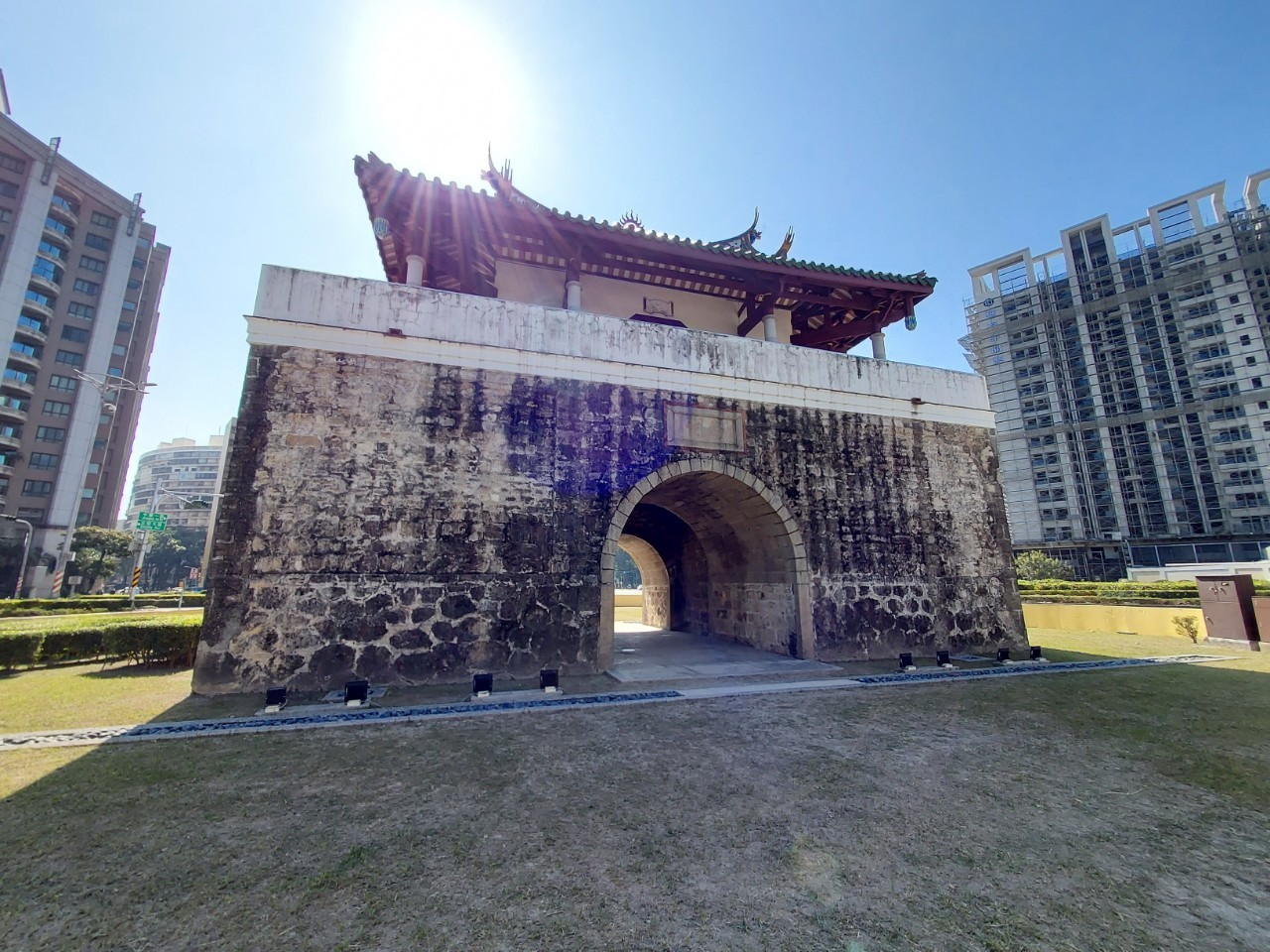
南門內側牆體
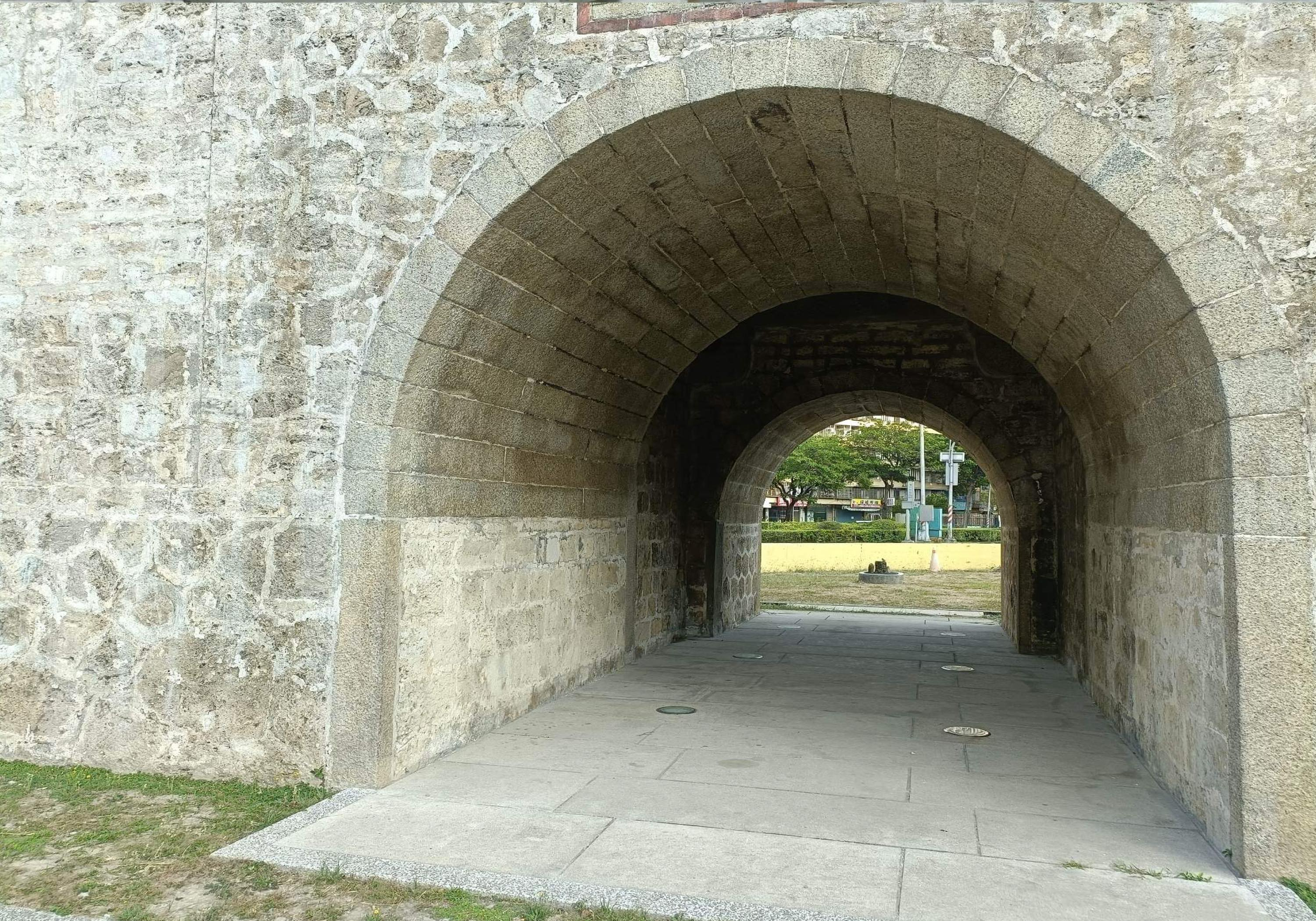
南門門座

### 南門段城垣殘蹟
2018年，華友聯集團於南門啟文路口進行新建案的施工而進行考古評估時意外發現部分城垣石材構件，經由文化局及文資委員現場勘查後，確認這些石材構件為南門段城垣殘蹟。相關單位決定協調工程停工，並展開考古發掘工作以確認殘蹟的規模與特徵。
根據調查，這段城牆的長度長達50公尺，主體材料是咾咕石，僅存地下層，包括內外垣城牆則以咾咕石從底層向上疊砌，空隙填滿小石粒和咾咕石灰漿、勾縫和粉刷。此外，該城墻還設有水關通道，該結構兩側壁體厚度約為70厘米，由平整的硓𥑮石疊砌而成，殘高約70厘米。水關通道底部由整平的硓𥑮石平鋪，通道東西向的寬度約為255-260厘米，中間加砌了一道寬約50厘米的壁體以分隔水道。水關最終接至城牆外壁處的水關閘口，由三塊長形花崗岩塊排列間隔而成，寬度約為70-80厘米，厚度約為30厘米，花崗岩塊之間的縫隙間隔約10厘米，以阻隔城外的侵入。

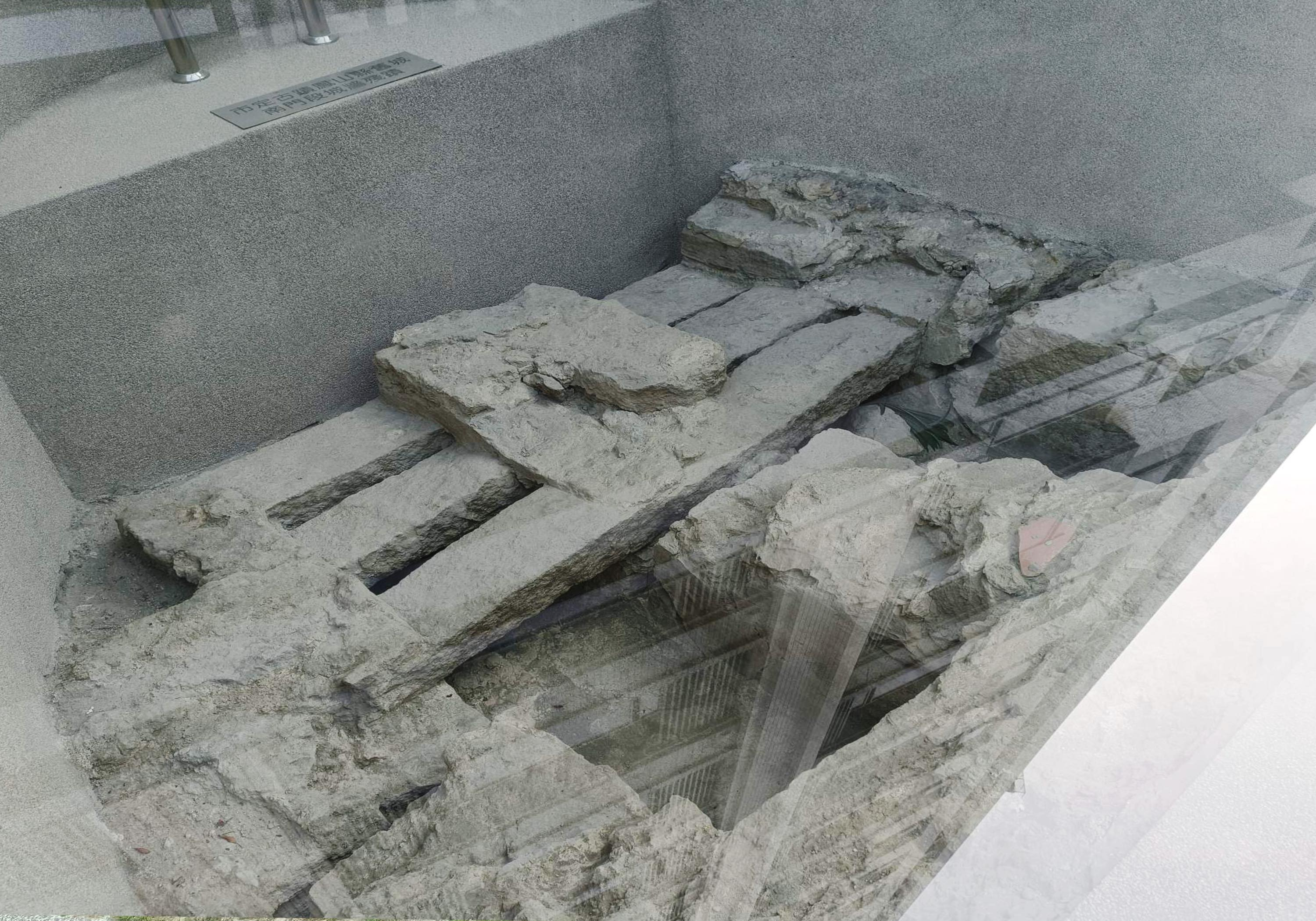
南門段城垣殘蹟

在水關底緣的堆積物則包括了硬陶、貝類、硓𥑮石、灰漿、蝸牛殼等物質，而非洲大蝸牛堆積物也被發現在其中。綜合考慮，研究人員推測水關通道在1920年代日治時期仍然暢通，尚未遭受拆毀填埋。而在1940年拆毀城牆的堆覆過程中，大量細碎的磚瓦和硓𥑮石等材料被填埋於水關通道內。
而該考古發掘結果使華友聯集團對新建案變更設計方案，縮小建築範圍以保留城牆殘蹟，並納入景觀設計，相關遺跡則於2019年指定為直轄市定古蹟，並自2022年開放參觀。

### 海強幼稚園段城垣殘蹟
海強幼稚園段城垣殘蹟位於南門東側，全長約65公尺，其東端連接東門段城牆，西端則於遺跡處消失。該城牆是南區五段殘蹟中保存較完整的一段，第一段位於城牆的南側靠近南門處，長度約為 29公尺，城牆牆面尚存，內城牆寬度為0.75公尺，外城牆寬度為0.6公尺，保留有一寬度為 3.4 公尺的馬道，並且具有水關與護城河連接，排水需求的排水溝寬度為0.33公尺。這一段城牆在保存上相對完整。
第二段城牆位於第一段城牆與東門段城牆之間，全長36公尺，但城牆牆面已經消失，僅剩下城牆牆基。東側馬道上共有一棵大榕樹生長其中。

### 種植物
20世紀後期，南門四周原環繞20株華盛頓椰子及4株榕樹，高度達10公尺，在視覺上遮蔽古蹟風貌，樹木之樹根、枝葉亦有損及古蹟本體，後因兼顧古蹟保存與生態保育，文化局多次邀集養工處、交通局、文史團體、綠色團體、古蹟修復建築師等現地會勘研商樹木處置方式，並獲國立高雄第一科技大學協助提供移植地點。

## 外部連結
- 左營舊城南門 - 城事散策 （页面存档备份，存于）